# Sandżar
Sandżar (pers. سنجر) – miejscowość w Iranie, w ostanie Chuzestan. W 2006 roku miejscowość liczyła 2779 mieszkańców w 521 rodzinach.